# Raków (gromada w powiecie głubczyckim)
Raków (od 31 XII 1959 Baborów) – dawna gromada, czyli najmniejsza jednostka podziału terytorialnego Polskiej Rzeczypospolitej Ludowej w latach 1954–1972.
Gromady, z gromadzkimi radami narodowymi (GRN) jako organami władzy najniższego stopnia na wsi, funkcjonowały od reformy reorganizującej administrację wiejską przeprowadzonej jesienią 1954 do momentu ich zniesienia z dniem 1 stycznia 1973, tym samym wypierając organizację gminną w latach 1954–1972.
Gromadę Raków z siedzibą GRN w Rakowie utworzono – jako jedną z 8759 gromad na obszarze Polski – w powiecie głubczyckim w woj. opolskim, na mocy uchwały nr VII/19/54 WRN w Opolu z dnia 4 października 1954. W skład jednostki weszły obszary dotychczasowych gromad Raków, Tłustomosty i Dzielów ze zniesionej gminy Baborów w tymże powiecie. Dla gromady ustalono 13 członków gromadzkiej rady narodowej.
31 grudnia 1959 do gromady Raków włączono wsie Babice, Dziećmarowy i Sułków ze zniesionej gromady Babice w tymże powiecie, po czym gromadę Raków zniesiono  przez przeniesienie siedziby GRN z Rakowa do Baborowa i zmianę nazwy jednostki na gromada Baborów.